# Nic Dlamini
Nicholas „Nic“ Dlamini (* 12. August 1995 in Kapstadt) ist ein südafrikanischer Radrennfahrer.

## Sportlicher Werdegang
Nic Dlamini wuchs in ärmlichen Verhältnissen im  Capricorn Township in Kapstadt auf. Seine alleinerziehende Mutter arbeitete als Hausangestellte. Schon als Kinder erbrachten er und seine Zwillingsschwester Nikita sehr gute sportliche Leistungen, so dass sie durch das Förderprojekt JAG Runners Programme Stipendien für eine High School zu erhalten. Nic Dlamini war zunächst als Läufer aktiv, bis er sich im Alter von zwölf Jahren für eine Gebühr ein Fahrrad entlieh. Er wurde in die Velokhaya Life Cycling Academy, die Kinder aus Townships zum Radsport animiert, aufgenommen und fuhr ab dem Alter von 14 Jahren erste Rennen. Auch wurde er zum Training in das World Cycling Centre Africa eingeladen. 2016 wurde er von Douglas Ryder für das Team Dimension Data for Qhubeka verpflichtet.
2013 wurde Nic Dlamini Afrikameister der Junioren im Mannschaftszeitfahren. 2015 gewann er das südafrikanische Eintagesrennen Mayday Classic, zeitgleich mit Hendrik Kruger. Jeweils die Bergwertung entschied er 2018 beim Giro Ciclistico d’Italia und 2018 bei der Tour Down Under sowie bei der Tour of Britain für sich.
Am 27. Dezember 2019 trainierte Dlaminig im Tafelberg-Nationalpark südlich von Kapstadt. Bei einer Auseinandersetzung mit Parkrangern wurde ihm der Arm gebrochen. Die vier am Vorfall beteiligten Ranger gaben an, Dlamini habe nicht den erforderlichen Passagierschein für den Park besessen und deshalb festgehalten werden müssen. Die Verletzung passierte, als ein Ranger den Arm von Dlamini umdrehte. Die südafrikanische Umweltministerin Barbara Creecy besuchte Dlamini im Krankenhaus und suspendierte die Ranger vom Dienst. Später gab Dlamini an, er habe schon viele Male, auch gemeinsam mit anderen Radprofis im Park trainiert, aber sei noch nie auf einen Passierschein angesprochen worden. Erst im März 2020 konnte er wieder trainieren, wurde dennoch für die Teilnahme an den Olympischen Spielen in Tokio nominiert.
2021 belegte Dlamini bei der südafrikanischen Straßenmeisterschaft Platz drei. Im selben Jahr wurde er von seinem Team Qhubeka Assos für die Tour de France nominiert. Damit ist er der erste schwarze Südafrikaner, der bei dieser Rundfahrt startet. Wegen Zeitüberschreitung auf der neunten Etappe konnte er sie jedoch nicht beenden: Nach einem Sturz war klar, dass er weit hinter der zu erreichenden Zeit lag. Trotzdem weigerte er sich abzusteigen und fuhr alleine noch den Schlussanstieg hoch. Um 19:01 Uhr kam er im Etappenziel an, mit 62 Minuten Verspätung auf das Zeitlimit und eine ganze Stunde und 37 Minuten nach dem Tagessieger.

## Erfolge
2013
- Junioren-Afrikameister – Mannschaftszeitfahren

2013
- Mayday Classic

2017
- Bergwertung Giro Ciclistico d’Italia

2018
- Bergwertung Tour Down Under
- Bergwertung Tour of Britain

## Grand Tours
| Grand Tour            | 2019 | 2020 | 2021 |
| --------------------- | ---- | ---- | ---- |
| Giro d’ItaliaGiro     | –    | –    | –    |
| Tour de FranceTour    | –    | –    | DNF  |
| Vuelta a EspañaVuelta | 107  | DNF  | ...  |